# Mosler

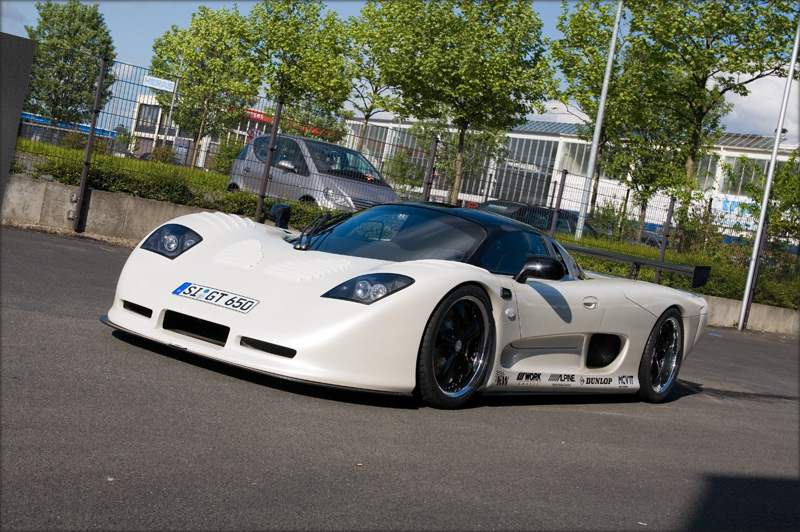
Mosler MT900.

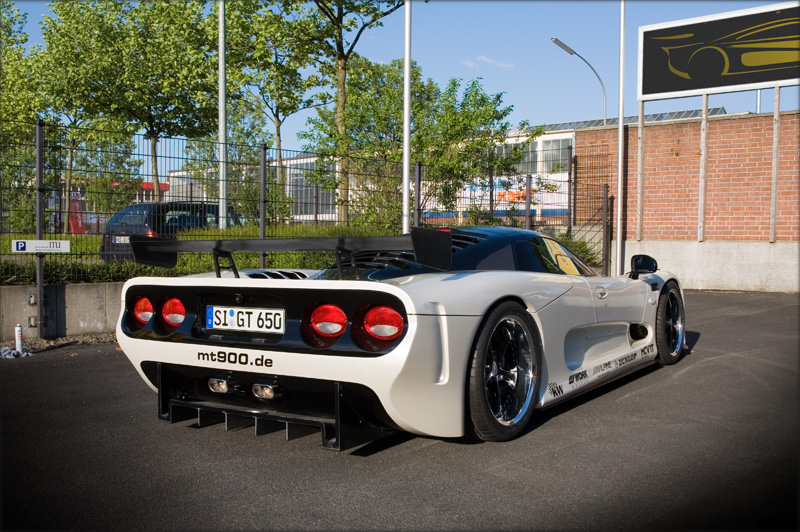
Mosler MT900 - achterzijde.

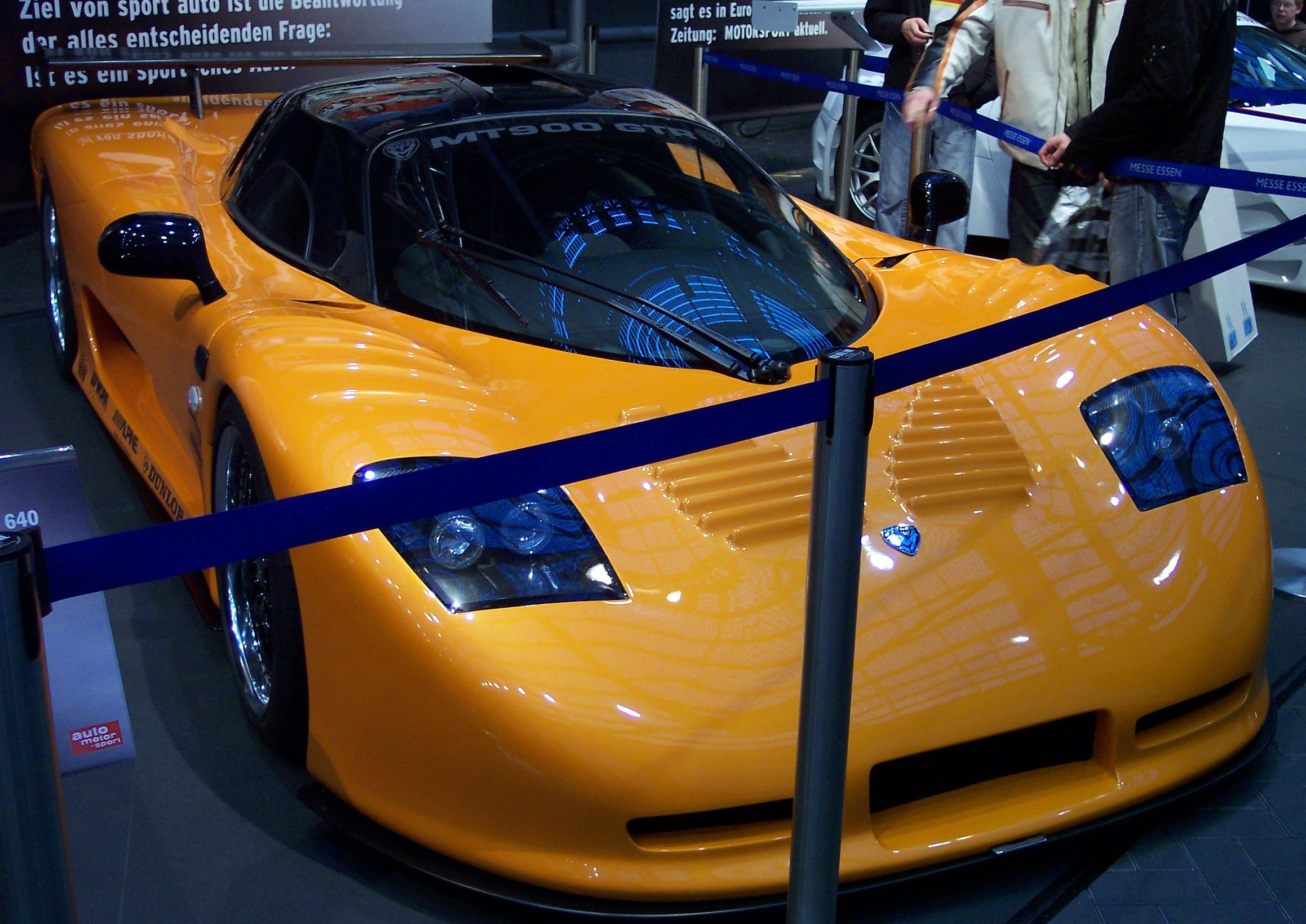
Mosler MT900 GTR.

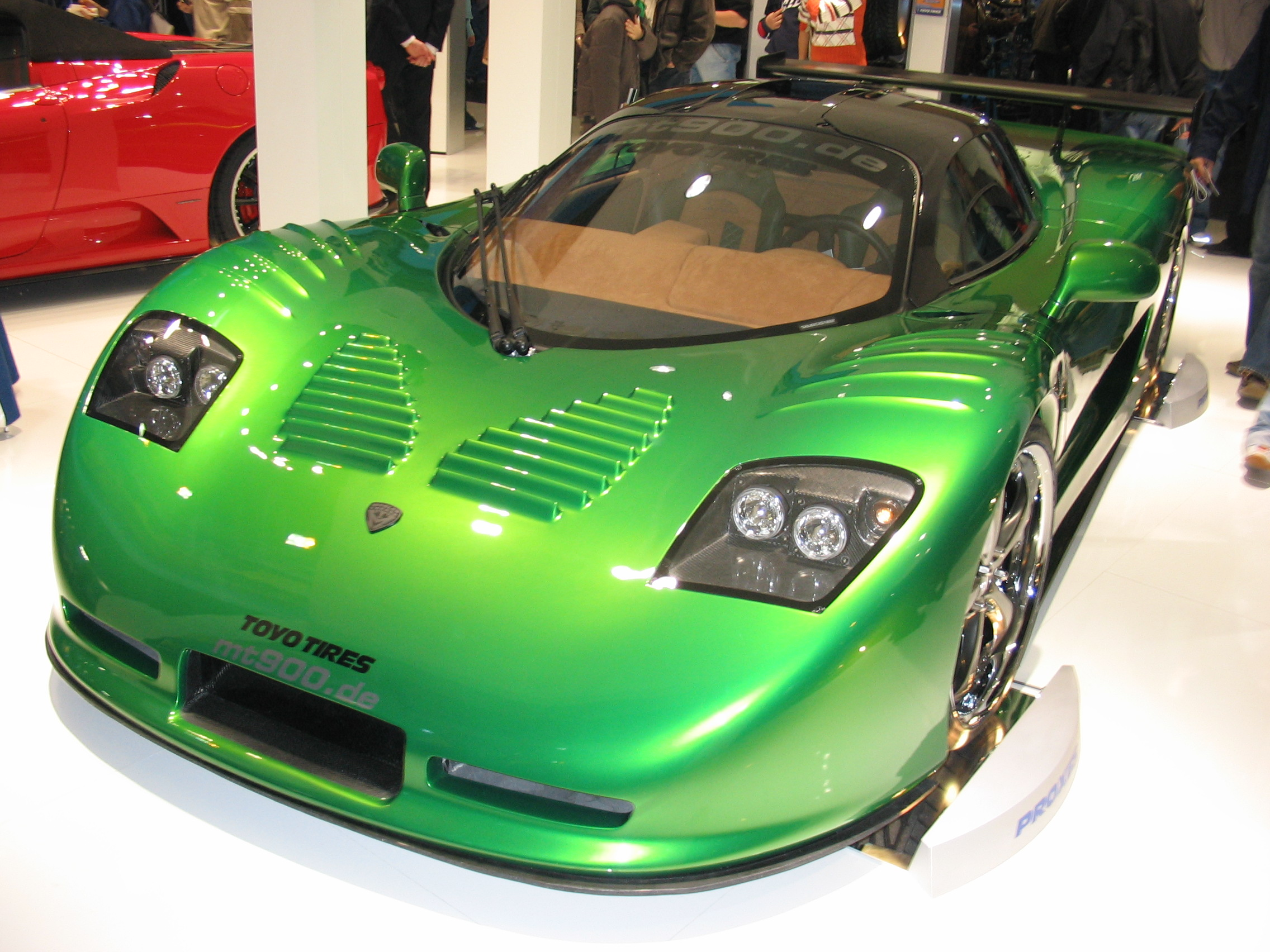
Mosler MT900 op het autosalon van Essen in 2005.

Mosler was een klein Amerikaans merk van supercars. Het merk was eigendom van Consulier Industries dat gevestigd was in Riviera Beach (Florida). Het merk Consulier werd in 1985 opgericht door Warren Mosler en in 1993 vervangen door Mosler. In 2013 werd Mosler overgenomen door Rossion, een andere kleinschalige Amerikaanse fabrikant van supercars. In Noord-Amerika werd Mosler exclusief verdeeld door gespecialiseerde Corvette-verdelers.

## Geschiedenis

### Consulier
In 1985 richtte Warren Mosler, manager van een hefboomfonds van 3,5 miljard dollar, het bedrijf Consulier Industries op. Het eerste model, de Consulier GTP, werd dat jaar geïntroduceerd met een middengeplaatste turbogeladen 2,2-liter vier-in-lijnmotor van Chrysler die 190 pk produceerde. Het monocoque chassis was van glasvezelversterkte kunststof gemaakt. Consulier loofde 25.000 dollar uit aan iedereen die een Consulier GTP kon verslaan met een wegauto op een Amerikaans raceparcours. Die beloning werd verhoogd tot 100.000 dollar toen de Consulier GTP C-4 uitkwam. Het Amerikaanse autotijdschrift Car and Driver nam die uitdaging aan met een Corvette die uiteindelijk bijna twee seconden sneller was in de beste ronde. Zij bevonden de Consulier moeilijk handelbaar en hadden ook kritiek op de remmen. Warren Mosler zei dat zijn testauto al verouderd en versleten was.
In de volgende zes jaren was de Consulier GTP succesvol in de racerij; Tot de auto in 1991 werd verbannen door de IMSA. In totaal bouwde Consulier honderd GTP's. Begin jaren 1990 begon het bedrijf ook milieuvriendelijker voertuigen zoals elektrische auto's en kleine stadswagens te maken.

### Mosler
In 1993 richtte Consulier Industries de Mosler Automotive- divisie op die zich toespitste op supercars. Het eerste model van Mosler was de Intruder, een gefacelifte Consulier. Het model kreeg onder andere een nieuwe 300 pk sterke small block LT-motor van General Motors. Ook de Intruder was zeer succesvol op het circuit tot hij in 1994 ook verbannen werd door de IMSA. In 1997 bracht Mosler een vernieuwde Intruder uit met de naam Raptor. Het model had een V-vormige voorruit die de luchtweerstand sterk reduceerde.
Naast supercars heeft Mosler ook enkele unieke voertuigen gebouwd. Daaronder een unieke op maat gemaakte Jeep, de Mosler TwinStar en vier op maat gebouwde MT900's voor de Sultan van Brunei.

### De MT900
In 2001 introduceerde Mosler met de MT900 een volledig nieuw model. De naam stond voor Mosler, de ontwerper Rod Trenne en het streefgewicht van 900 kg. Deze supercar van koolstofvezel kreeg een LS1 small block V8 van General Motors die 350 pk leverde en in MR layout was geplaatst. Hij raakte echter niet verkocht en enkel het prototype werd gebouwd. Aan de zijde van de MT900 werd de MT900R geïntroduceerd. Dit was de raceversie die van de MT900 was afgeleid. Hiervan werden circa dertig stuks gemaakt.
De MT900 evolueerde verder tot de MT900S uit 2005. Het motorvermogen was hier gestegen tot 435 pk terwijl het gewicht van de auto werd teruggebracht tot slechts 1000 kg. De eerste werd verkocht aan filmmaker George Lucas. Het was een zwart exemplaar met een zwart interieur. In totaal werden twintig stuks gebouwd. 
De MT900S Photon-versie reduceert dat gewicht verder tot 900 kg door verdere aanpassingen aan het frame, de wielen, het koetswerk en de overbrenging. Slechts twee exemplaren zijn geproduceerd.
In 2010 werd de MT900M geïntroduceerd in de Super GT. De verdere SGT-versie werd ontworpen maar nooit gemaakt gezien de fabriek in mei 2011 werd gesloten nadat eigenaar Warren Mosler had besloten het bedrijf te verkopen.

## Mosler Challenge
In 2008 kwam er tijdelijk een nieuwe klasse bij de Dutch Supercar Challenge: de Mosler Challenge. Door het grote succes van Mosler op circuits wilden ze hun eigen raceklasse, als voorbereiding werden ze een subklasse van de DSC.
Ze raceten met een MT900R GT3. De motor had een vermogen van 570 pk. De zevenliter-V8 is gemaakt door General Motors. De motor kan maximaal 6800 toeren per minuut lopen. De auto kost 225.000 euro, zonder belastingen. De buitenkant van de auto was gemaakt van koolstofvezel-kevlarcomposieten; de ruiten van polycarbonaat.

## Modellen
- Consulier GTP - Mosler Intruder en Raptor
- Mosler J-10 Sport
- Mosler TwinStar
- Mosler MT900-R, S, S Photon, SGT en M